# タンネ・オスト作戦
タンネ・オスト作戦（ドイツ語:Unternehmen Tanne Ost、フィンランド語:Operaatio Tanne Ost）とは、第二次世界大戦中ドイツ軍が実行した、フィンランド湾に浮かぶスールサーリ島をソ連の手に落ちる前に攻略するという作戦である。スールサーリは、機雷原を守り、クロンシュタットにソ連海軍を封じ込めることが出来るという点で、フィンランド湾で特に重要な島であった。
最初は、この作戦と共にオーランド諸島の攻略（タンネ・ヴェスト作戦 Operation Tanne West）も計画されていたが、それは実行されなかった。
1944年9月15日、第一陣の1400名がタリンで船に乗った。攻撃の前に、ドイツ軍の指揮官はスールサーリのフィンランド軍に指揮官と交渉を試みた。ドイツ軍の指揮官は、フィンランド軍は抵抗せず島を去るだろうと考えていたが、交渉は完全な失敗に終わり、侵攻が開始された。ドイツ軍の船が島に接近すると、島のフィンランド軍は砲撃を開始した。大部分の兵士は上陸に成功したが、フィンランド軍の守備隊は予想よりも多く、困難はさらに続いた。日が昇るとソ連軍がドイツ軍の船の爆撃を開始し、さらに島のドイツ軍とフィンランド軍に対しても爆撃を行った。第二陣は上陸せず撤退した。フィンランド海軍の魚雷艇は、ドイツの船を何隻か沈めた。上陸した部隊との連絡が取れず、ドイツの船は島を離れることを決定した。作戦は完全な失敗に終わり、1231名のドイツ軍がフィンランド軍の捕虜となった。
ソ連空軍はドイツ軍に対し3度の攻撃を行い、その攻撃ではフィンランド軍にも被害が出た。ソ連空軍の脅威があったため、ドイツ軍は重巡洋艦プリンツ・オイゲンを支援に派遣しなかった。
この作戦は、ラップランド戦争と呼ばれる、ドイツ軍とフィンランド軍との戦いの始まりとなった。これ以前は、ドイツ軍は特に問題も起こさずフィンランド北部からの撤退を行っていた。